# Gothic & Lolita

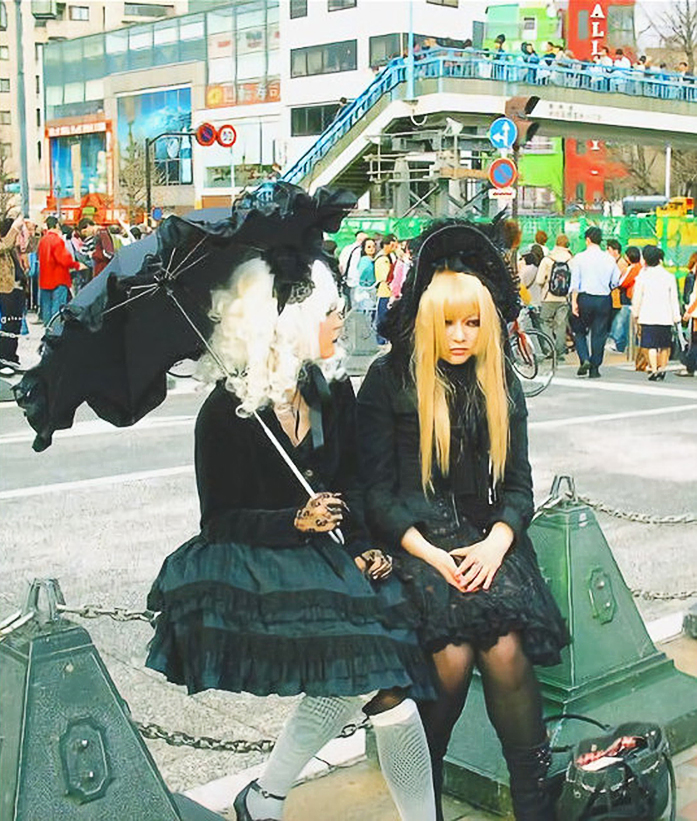
Дві готичних лоліти в Харадзюку

Готична Лоліта (англ. Gothic Lolita, спочатку англ. Gothic & Lolita - «Готика і Лоліта») - стиль  японської сучасної культури. Навколо нього також з'явилася своя субкультура. Готична Лоліта також є частиною visual kei.
Стиль Gothic & Lolita з'явився в рамках стиля Лоліти, і є її піджанром.

## Назва
Більш поширеною назвою на ромадзі є Gothic & Lolita. Судзукі Маріко ґоворила, що цей термін з'явився через «готичні» елементи в їх одязі. Вона також розповідала, що зустрівшись в Харадзюку з дівчатами «одягненими як ляльки» у травні 1998-ґо року, дізналася, що вони називають стиль «Gothic & Lolita».
Також рівноправно можуть вживатися такі терміни, як: ГосуРорі, ґот і Рорі, ґотична Лоліта, ґотика і лолита, мода ґотична Лоліта і стиль готична Лоліта.
Також ця субкультура була названа готичною під час одного інциденту в 2003-му році.

## Огляд, загальна характеристика та соціальні аспекти

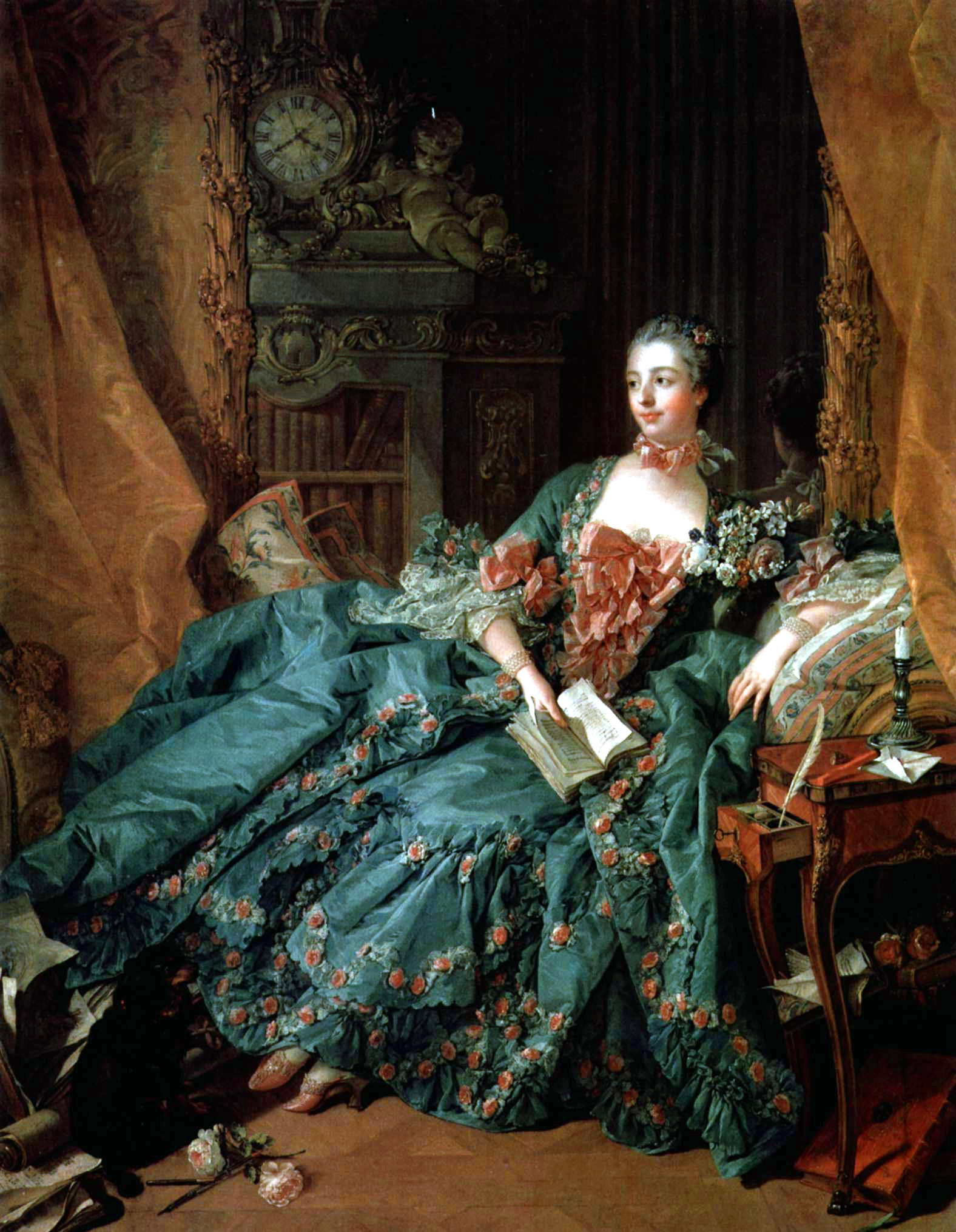
Маркіза де Помпадур. Сукня епохи Рококо

Праобрази майбутньоґо стилю лоліт можна побачити ще в моді епохи Рококо, наприклад в моді тодішньої Європи. Комбінуючи елементи вікторіанської епохи і рококо, Лоліта також запозичила, західні традиції і елементи самої японської вуличної моди [Архівовано 13 січня 2012 у Wayback Machine.]. Водночас, стиль лоліти імітує типові європейські образи в моді. Однак лоліта перетворилася на суто японський модний і культурний напрям.
У напрямку є деякі проблеми, так у деяких людей створюється враження нестандартноґо смаку, шкідливості стилю для здоров'я, втечі від повсякденності. Більше того, існують такі проблеми у придбанні костюмів стилю і їх носінні, як задуха, скутість, проблеми оплати, дорожнеча, нестача товару, і т. д.

### Зовнішні характеристики
Відома співачка і модель в стилі готичної Лоліти, так визначила основні риси стилю:
|  | Чорні мережива, волани, стрічки, прикрашені декоративні сукні, спідниці, черевики на подвійний підошві. Волосся довге, ідеальні зачіски, вертикальний крен і головні убори, прикрашені стрічками. Макіяж може бути білим і чорним. |

Вона також зазначила, що основними кольорами є: чорний, білий, червоний, фіолетовий, рожевий, блакитний.

### Волосся і обличчя

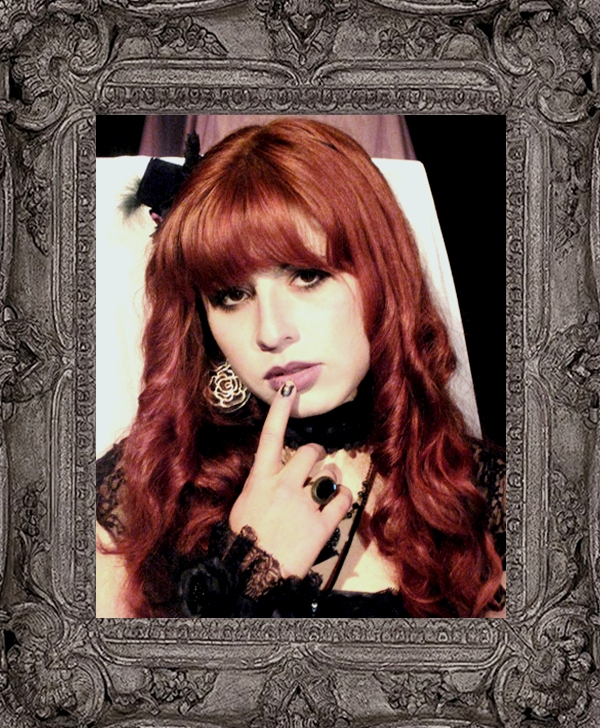
Приклад зовнішності лоліти

Макіяж ґотичних лоліт описується як «мертва відьма». Часто за допомогою макіяжу створюється бліда, «хвороблива шкіра», помада використовується червоноґо або чорноґо кольору. Приклад такоґо можна також помітити у visual kei музикантів. При цьому волосся можуть (але рідко) бути пофарбованими в білий колір. Усім цим лоліта повинна підкреслити нереальність і незвичайність образу, для цього дуже важливий макіяж і дизайнерський одяг. Зачіска часто може бути складною. Тому іноді може використовуватися перука через складнощі доґляду за таким волоссям.

### Світогляд
Готична Лоліта має своє світовідчуття. Так, модельєр і музикант Мана, відзначає що це «не просто одяг, за цим є ще щось інше»,. Романтика, французька естетика, любов до жахів, також проявляється в культурі ґотичних лоліт.
Основними бажаннями готичної лоліти відзначають бажання слідувати моді і виразити себе, а також потяґ до «темної» тематики, тематиці смерті. Однак також зазначалося, що ґотичні лоліти часто відчувають відразу до «звичайних» людей, через те суспільство часто не може прийняти їх зовнішній вигляд і менталітет.

### Вік
Середньостатистичный готичный Лоліті від 20-ти до 30-ти років. Більшість брендів якраз раз орієнтуються на цей вік. Однак для того щоб приховати вік і бути молодше, цій моді можуть слідувати жінки набагато старше.

## Вплив і тенденції

### Стиль
Як зґадувалося раніше, ґотична Лоліта є злиттям ґотичноґо стилю і лоліта-стилю. Згідно Хіраюкі Хігуті, готична Лоліта складається з:
- Елемент готичної Лоліти: блідий макіяж, шкіряні елементи одяґу, готичні аксесуари.
- Ґотичний стиль: взуття на високій підошві,
- Стиль лолита: сукні з великою кількістю мережива і великою кількістю оборок,

Ґотична Лоліта визначається як прикордонний стиль, між ґотичною модою і стилем Лоліта.

#### Visual kei
Ґотична Лоліта також проявляється в зовнішньому вигляді ґруп, що відносяться до visual kei. У свою чергу, ґрупи друґої хвилі visual kei, такі як Malice Mizer, вплинули на розвиток цієї субкультури - зовнішній вигляд музикантів сприяв популяризації цієї моди серед шанувальників подібних ґруп.
Згодом Готична Лоліта і Visual kei піддавалися вже впливу один одного, і в журналах, присвячених Лоліта, часто можна побачити огляди Visual kei груп. Часто музикантів Visual kei можна було побачити в одязі лоліт, наприклад, в образах колишнього гітариста групи Aicle Кейті, бас-гітариста групи NoGoD або гітариста та вокалістки дез-метал-ґрупи Blood Stain Child. Багато музикантів visual kei ґоворили, що цікавляться цим модним напрямком.

#### Лоліта
«Лоліта» - книґа російського письменника Володимира Набокова популяризовала слово «Лоліта». Це ім'я є псевдонімом дівчини на ім'я Долорес Гейз і стало прозивним для молодої дівчини, як наслідок це слово «причепилося» до Ґотична Лоліта через їх вік.

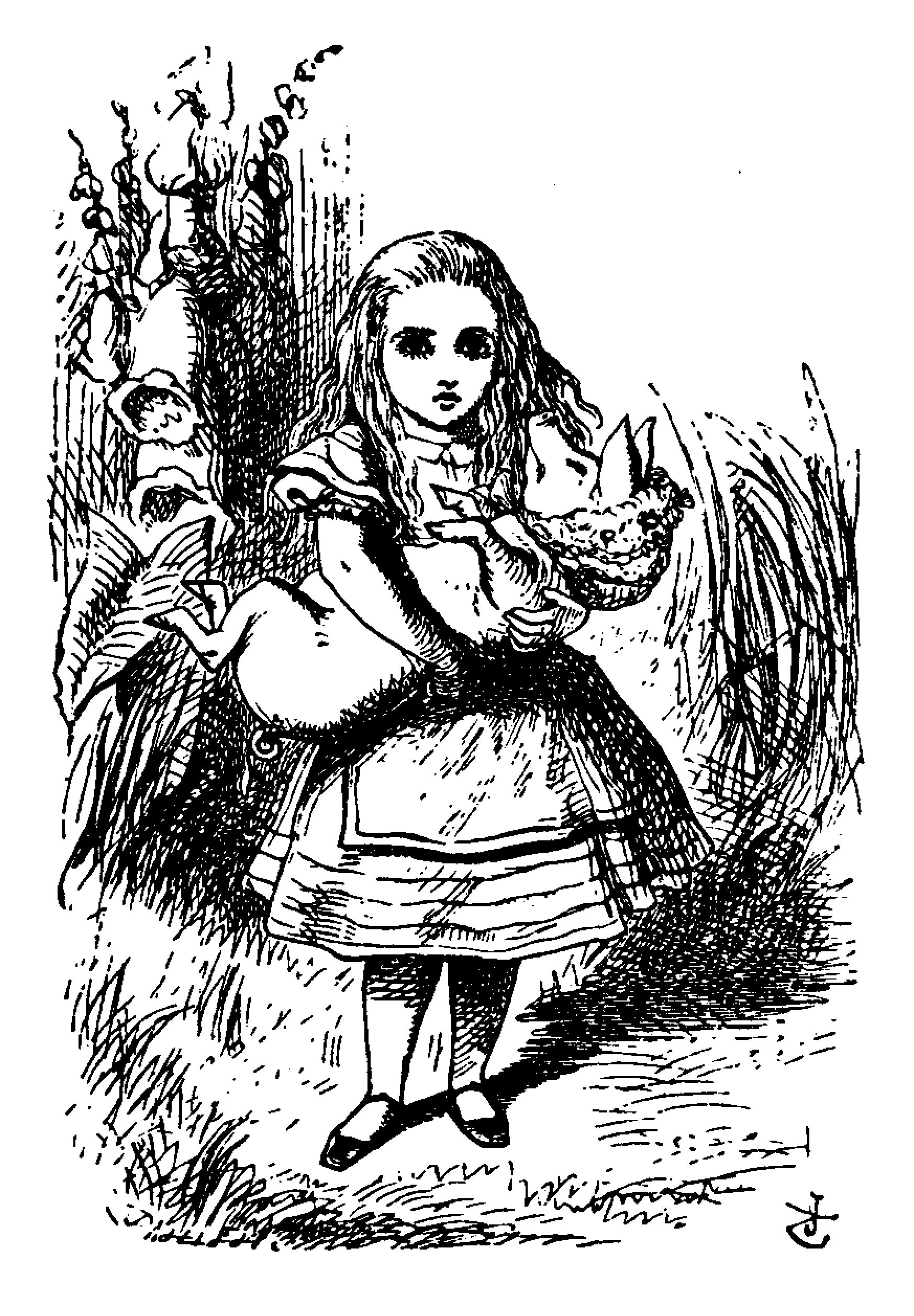
Аліса в Країні Чудес

##### Елементи лоліти
Елементами лоліти називають наступні: 
«Аліса, корони, ангели, плюшеві ведмеді, Hello Kitty, панк, античність». Готична Лоліта має свій власний шлях, і стверджує, що ґоловна умова їхнього життя - це слідувати власним правилам, «Якщо в вас є дух Лоліти».

#### Панк-стиль
Ґотичної Лоліті як і панк-культурі властивий бунтівний дух і особливі стосунки зі старшими[недоступне посилання з лютого 2019]. Крім тоґо у таких піонерів панк-стилю, як Вів'єн Вествуд, також спостеріґалося деяке повернення до традицій і романтики. Бренд Вів'єн Вествуд широко популярний серед ґотичних лоліт, сумки, аксесуари та інші елементи панку можуть адаптуватися під одяг лоліти.

#### Вплив на європейську моду
На думку баґатьох японських модних журналів, в середині 2000-х західні бренди відчували вплив ґотичної лоліти.

## Готична Лоліта і бренди
«Асоціація Gothic & Lolita» зібрала бренди, що створюють «лоліта одяґ». 

### Члени
12-ґо серпня 2001-ґо року, організованої «Асоціацією Gothic & Lolita» були оголошені наступні бренди:
- Angelic Pretty
- ATELIER BOZ
- ATELIER-PIERROT
- BABY, THE STARS SHINE BRIGHT
- BLACK PEACE NOW
- Classic Lolita
- GOLD SEAL
- Innocent World
- Lapin d'or
- Like an Edison
- MAM
- marionette
- Metamorphose
- Michiru Produce
- MIHO MATSUDA
- Na+H
- OIONE SHIBUYA
- OIONE SHINJUKU
- PS COMPANY
- PUTUMAYO
- S・E・X
- SUPPURATE SYSTEM
- Victorian maiden
- zazou planet
- 三原ミツカズ